# 东京都立立川短期大学
东京都立立川短期大学（日语：／ Tokyotoritsu Tachikawa Tanki Daigaku *）是过去一所位于日本东京都昭岛市的公立短期大学。前立川短期大学（日语：／ Tachikawa Tankidaigaku *）。

## 概要

### 简介
- 学校最早可以追溯到1947年、短期大学为于1950年开办[1]、由学校法人立川学园经营到1959年3月31日从1959年4月1日由东京都。招生到1995年、停办于1998年[2]。

### 历史
- 1950年 立川短期大学成立于东京都立川市并同时设置两个学科、以下列举。
  - 商科
    - 第一部[注 1]
    - 第二部[注 2]

  - 英文科[注 1]
    - 第一部[注 1]
    - 第二部[注 1]
- 1959年 改校名为东京都立立川短期大学[1]
- 1961年 家政科成立。
- 1969年 校园迁址至东京都昭岛市从东京都立川市。
- 1972年 食物科成立。
- 1974年 两个学科各自改名为、以下列举。
  - 家政学科→家政学科
  - 食物科→食物学科
- 1984年 两个专攻成立于专科、以下列举[3]。
  - 家政学专攻
  - 食物学专攻
- 1992年 两个学科各自改名为、以下列举。
  - 家政学科→生活学科
  - 食物学科→食物营养学科
- 1995年 招生最后、次年停止招生（正式停办于1998年3月31日[2]）。

## 学校环境
- 校区：在了东京都昭岛市

## 历任校长
- 岸国平：最后短期大学校长[4]。

## 组织

### 学科
- 生活学科
- 食物营养学科

### 前学科
| - 商科 - 第一部 - 第二部 - 英文科 - 第一部 - 第二部 |

### 专科
| - 家政学专攻 - 食物学专攻 |

### 业余课程
| - 没有 |

## 相关链接
- 日本短期大学列表
- 东京都立商科短期大学
- 东京都立工业短期大学
- 东京都立航空工业短期大学
- 东京都立医疗技术短期大学